# Base Sóvetskaya

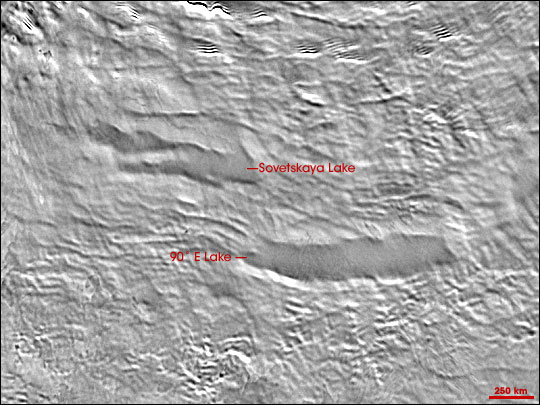
Lago 90 °E y lago Sóvetskaya (cercano a la base Sóvetskaya), visibles desde los satélites como áreas demasiado lisas del hielo.

La base Sóvetskaya (en ruso:Советская, que significa Soviética) es una abandonada estación científica de la Unión Soviética -desde 1991 heredada por Rusia- situada en la indlandsis de la Antártida Oriental. 
La base está situada en el interior del continente, en la parte oriental de la meseta Soviética, a 1,040 km de la costa del mar de la Cooperación, y de 1,420 km de la Base Mirni. La temperatura media anual de allí es -54 °C, alcanzando -20 °C en invierno, con picos incluso por debajo de -80 °C. La velocidad media del viento es de 2,5-4,6 m/s. La noche polar dura desde el 25 de abril al 19 de agosto.
La elevación de la superficie del hielo fue inicialmente reportada como de 3570 m, sin embargo, revisiones posteriores dieron 3662 m s. n. m.

## Historia
Los exploradores soviéticos llegaron al lugar el 10 de febrero de 1958, y el 12 de febrero se enviaron los primeros datos meteorológicos. La base fue inaugurada el 16 de febrero de 1958. Además de la investigación meteorológica (incluyendo la aerológica) se llevaron a cabo mediciones de la radiación solar, y trabajos sobre glaciología y medicina. El 3 de enero de 1959 la base fue cerrada.
En 1967 se descubrió cerca de la base el primer lago subglacial en la Antártida, que fue nombrado lago Sóvetskaya. Estudios posteriores han demostrado que es uno de los más grandes (1,600 km²) y más profundo lagos en la Antártida.